# 瑪爾塔·納夫羅茨卡
瑪爾塔·納夫羅茨卡（波蘭語：Marta Nawrocka，1986年3月7日—），原姓斯莫倫（Smoleń），波蘭公務員和行政官員，自2025年8月6日起擔任波蘭第一夫人，是波兰總統卡罗尔·纳夫罗茨基的妻子。

## 早期生活
瑪爾塔·納夫蘿茨卡於1986年3月7日出生於波蘭格丁尼亚 。她年輕時練習芭蕾舞，就讀於格但斯克的亞尼娜·賈日諾夫娜-索布恰克芭蕾舞學校。她畢業於格但斯克大学法律與行政學院。 

## 公職
納夫羅卡就職時為波蘭國家稅務局的官員。她的整個職業生涯都奉獻給了這個機構。該機構在轉型為國家稅務局之前名為海關總署。 

## 個人生活
瑪爾塔·納夫蘿茨卡於2005年與丈夫相識，並於2010年5月22日結婚。她育有三個孩子——丹尼爾（與前夫所生，後來被卡羅爾·納夫羅茨基收養，並隨其姓氏），以及安東尼和卡塔日娜（與卡羅爾·納夫羅茨基婚後所生）。 